# Ocupació de Belarús per l'Alemanya nazi
L'Ocupació de Belarús per l'Alemanya nazi va ocórrer com a part de la invasió alemanya de la Unió Soviètica el 22 de juny de 1941, amb l'Operació Barbarroja, i acabà l'agost de 1944 amb l'Operació Bagration, que fou llençada per l'Exèrcit Roig i a la qual, les tropes alemanyes foren expulsades cap a territori de Polònia.

## Invasió
Belarús, al juny de 1941, comprenia una regió oriental (amb capital a Minsk) que ja havia estat sota control de la Unió Soviètica des de 1920, però la franja occidental havia estat part de Polònia des de 1920 fins a la invasió soviètica de Polònia de 1939, per la qual cosa als centres urbans d'aquest sector (com Brest, Hrodna, Lida i Kobryn) hi havia grans nuclis de població civil polonesa.

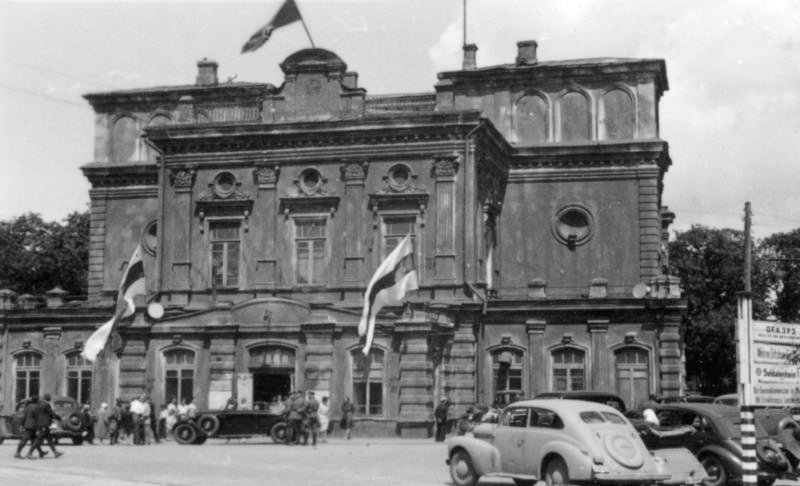
Rada Central Bierlorussa, Minsk, Juny 1943.

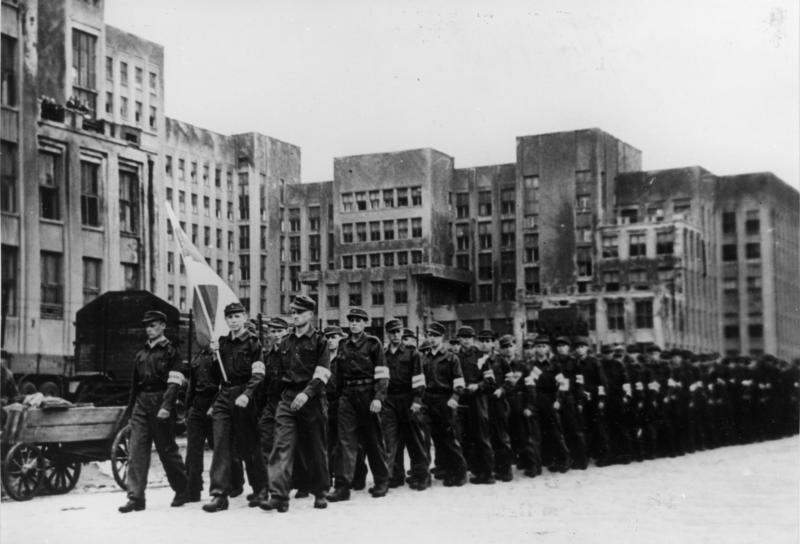
Col·laboracionista Biełaruskaja Krajovaja Abarona, Minsk, Juny 1944.

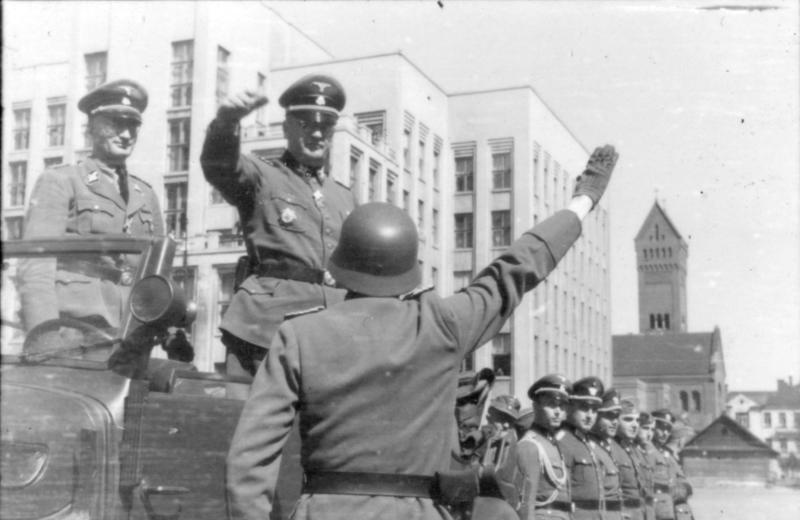
Erich von dem Bach-Zelewski i Ordnungspolizei, Minsk, ca. 1943

Després de vint mesos de poder soviètic a Belarús Occidental i Ucraïna Occidental - acordat en el Pacte Ribbentrop-Mólotov i el Tractat germano-soviètic d'amistat, cooperació i demarcació - l'Alemanya Nazi va envair la Unió Soviètica el 22 de juny de 1941. Belarús Occidental va ser integrada dins del Govern General que comprenia l'antic territori de la República de Polònia (ara ocupada per la Wehrmacht, i subjecta a l'autoritat civil del governador alemany a Varsòvia. No obstant això la Belarús Oriental va quedar sota l'autoritat directa de la Wehrmacht i de les Waffen-SS, sota el nom d'Ostland (literalment "terra oriental" en alemany), sent designat com Reichkomissar l'oficial de les Schutzstaffel Wilhelm Kube.

## Ocupació
Des dels primers dies de l'ocupació, un potent i creixent moviment partisà soviètic va emergir. Amagant-se en els boscos i pantans, els partisans van provocar un fort dany a les línies de subministrament i comunicació alemanyes, afectant als camins, ponts, cables de telègraf, atacant dipòsits de subministraments, de fuel i transports, i tendint-los emboscades als soldats de l'Eix. Però la principal activitat dels partisans va ser atemorir a la població i matar als activistes antisoviètics i nacionalistes locals, inclosos professors, treballadors socials i sacerdots, en tant no tots els lluitadors antialemanys eren simpatitzants del règim soviètic.
En la major acció de sabotatge dels partisans soviètics de tota la Segona Guerra Mundial, també anomenada diversió d'Asipovichy del 30 de juliol de 1943, quatre trens alemanys amb subministraments i carros de combat van ser destruïts. Per combatre l'activitat partisana, els alemanys van haver de retirar les seves forces considerablement darrere de la frontera. El 22 de juliol de 1944 va ser llançada la gran Operació Bagration, recuperant finalment tota Belarús a la fi del mes d'agost.

## Crims

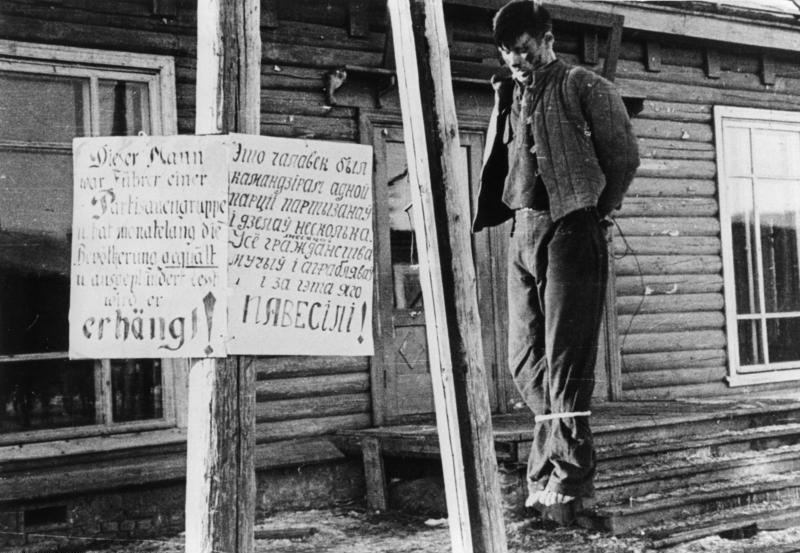
Un partisà belarús, penjat pels alemanys a Minsk, en 1942.

Alemanya va imposar un règim brutal, deportant al voltant de 380 000 civils per a treballs forçats en el Reich, i matant a uns altres milers de civils més. Com les autoritats soviètiques van dir després de la guerra, almenys 5.295 assentaments belarussos van ser destruïts pels nazis, i la majoria o tots els seus habitants assassinats. Més de 600 pobles com Khatyn van ser aniquilats juntament amb tota la seva població. En total, 2.230.000 persones van ser assassinades durant els tres anys d'ocupació alemanya.

## Holocaust
Gairebé tota la població jueva de Belarús que no va ser evacuada, va acabar assassinada, sent destacable que el territori belarús albergava població jueva en un nombre proporcionalment més alt que altres regions de la Unió Soviètica. Un dels primers aixecaments d'un gueto jueu contra els nazis va ocórrer en 1942 a Belarús, a la petita ciutat de Lakhva.